# Zwartbuikkolibrie
De zwartbuikkolibrie (Eupherusa nigriventris) is een vogel uit de familie Trochilidae (kolibries).

## Verspreiding en leefgebied
Deze soort komt voor in Costa Rica en westelijk Panama.